# Liolaemus pseudolemniscatus
Liolaemus pseudolemniscatus este o specie de șopârle din genul Liolaemus, familia Tropiduridae, descrisă de Lamborot 1990. Conform Catalogue of Life specia Liolaemus pseudolemniscatus nu are subspecii cunoscute.